# 布永的戈弗雷
布永的戈弗雷（法語：Godefroy de Bouillon，約1060年—1100年7月18日），下洛林公爵、布永伯爵和第一次十字軍東征的將領。1099年耶路撒冷王國建國，戈弗雷成為第一任國王；但他不使用「國王」頭銜，而是自稱Advocatus Sancti Sepulchri，「聖墓守护者」。

## 生平
1076年，舅父戈弗雷三世逝世，遺命布永的戈弗雷繼承下洛林公國。但是羅馬人民的國王亨利四世因為知道下洛林公國的重要性，將公國交給他的兒子意大利的康拉德二世，只將布永及安特衛普藩侯國交給戈弗雷以試驗他的能力。戈弗雷忠誠地對待亨利四世，即使當格列高利七世教皇在“敘任權鬥爭”中與身為德意國國王的亨利四世作戰時，戈弗雷仍然支持他。戈弗雷與亨利的部隊一起戰勝了對手士瓦本公爵魯道夫，並在亨利四世與教皇額我略七世鬥爭時，戈弗雷在意大利戰鬥最終令亨利四世在教皇手上奪取了羅馬。
1096年8月15日，戈弗雷公爵和他的弟弟布洛涅的鲍德温率领德意志西部十字军的队伍，前往圣地耶路撒冷。1097年，戈弗雷在多利留姆戰役击败鲁姆苏丹国，布洛涅的鲍德温占领了埃泽萨及其附近地区，1098年6月3日攻陷叙利亚安条克，1099年7月15日攻陷耶路撒冷，建立了耶路撒冷王国（1099年－1187年），戈弗雷留守统治耶路撒冷及周围地区，但是他拒绝称王，而是在圣城里选了一个自负的称号，称为圣墓守护者（圣墓卫士，Advocatus Sancti Sepulchri）。耶路撒冷王国的属国包括安条克公国（1098年－1268年）、埃德萨伯国（1098年－1144年）和的黎波里伯国（1109年－1289年）等。
次年（1100年）戈弗雷逝世，他的弟弟布洛涅的鲍德温即位为耶路撒冷國王，称為鲍德温一世。